# Dysaphis apiifolia
Dysaphis apiifolia är en insektsart som först beskrevs av Theobald 1923.  Dysaphis apiifolia ingår i släktet Dysaphis och familjen långrörsbladlöss. Arten är reproducerande i Sverige.

## Underarter
Arten delas in i följande underarter:
- D. a. petroselini
- D. a. apiifolia